# Wapen van Houten

Het wapen van de gemeente Houten (sinds 1962)

Het wapen van Houten is het gemeentelijke wapen van de Utrechtse gemeente Houten. Het wapen werd op 11 september 1816 door de Hoge Raad van Adel in gebruik door de toenmalige gemeente bevestigd. Hierna werd het wapen nog tweemaal gewijzigd.

## Geschiedenis
De gemeente Houten is in 1811 ontstaan uit het grondgebied van de voormalige gerechten Houten, 't Goy, Oud-Wulven, Wayen, Wulven, Heemstede en Schonauwen. In 1816 werd Schonauwen een zelfstandige gemeente. Oud-Wulven, Wayen, Wulven, Heemstede en Schonauwen vormden samen met de gerechten Slachtmaat, de Grote en Kleine Koppel en Maarschalkerweerd de gemeente Oud-Wulven. In 1858 werden de gemeenten Houten, Oud-Wulven en Schonauwen samengevoegd tot een nieuwe gemeente Houten. Hierdoor bereikte het grondgebied weer dezelfde omvang als in 1811 met als extra toevoeging Slachtmaat, de Grote en Kleine Koppel en Maarschalkerweerd.
Het eerste wapen is gelijk aan dat van het geslacht Van Goyen, dat de voormalige heerlijkheid aan het einde van de middeleeuwen bezat. De heerlijkheid Houten voerde dit wapen ook in later tijd als heerlijkheidswapen. Het vair in het wapen was ondersteboven ingekleurd. Toen de gemeente in 1928 een verzoek indiende om een kroon op het wapen te mogen voeren, is deze fout meteen hersteld.
Bij de gemeentelijke herindeling van 1962 werden Tull en 't Waal en Schalkwijk aan Houten gevoegd. Het wapen werd hierop aangepast. Tull en 't Waal voerde geen wapen; het wapen van Schalkwijk werd gepaald met dat van Houten. Zo ontstond het nieuwe wapen.

## Blazoenen

Het wapen van Houten (1816 - 1928)

### Blazoen uit 1816
De beschrijving luidde als volgt:
Zijnde gefasceerd van 6 stukken van vaire en keel.
N.B.: de heraldische kleuren zijn vair (een patroon van zilver en blauw) en keel (rood). In dit wapen is sprake van zgn. "omgekeerd vair", d.w.z. de blauwe punten wijzen naar beneden.

### Blazoen uit 1928

Het wapen van Houten (1928 - 1962)

De beschrijving van het wapen dat op 21 juli 1928 werd toegekend, luidt:
Gedwarsbalkt van 6 stukken van vair en keel. Het schild gedekt met eene kroon van goud van 3 bladeren en 2 parelpunten.

### Blazoen uit 1962
De beschrijving van het wapen dat op 18 september 1962 werd toegekend, luidt:
Gedeeld : I gedwarsbalkt van 6 stukken van vair en keel, II van keel beladen met 3 dwarsbalken van zilver. Het schild gedekt met een gouden kroon van 3 bladeren en 2 paarlen.

## Verwant wapen
Het volgende wapen is verwant aan dat van Houten:

Wapen van Schalkwijk

## Trivia
De gemeente Houten gebruikt doorgaans in plaats van het wapen een logo dat van het wapen lijkt afgeleid te zijn, maar in totaal andere kleuren (blauw, wit en goud).